# Andrew Jackson (Tontechniker)
Andrew Brook Jackson ist ein britischer Toningenieur und Musiker.
Jackson arbeitete lange Zeit als Toningenieur für die britische Rockband Pink Floyd und für David Gilmour. In der Zeit hatte Jackson das Label „Tube Records“ gegründet. Für seine Mitarbeit an den Alben A Momentary Lapse of Reason (1987) und The Division Bell (1994) wurde er für zwei Grammy Awards in der Kategorie „Best Engineered Album (Nonclassical)“ nominiert. Jackson war unter anderem auch am Soundtrack zum Film The Wall beteiligt und co-produzierte The Endless River (2014).
Für die Band Fields of the Nephilim arbeitete Jackson an den Alben „Elizium“ (1990) und „Earth Inferno“ (1991) mit. Jackson nahm für „DF Michael“ das 2009 erschienene Album „Dances and Walks“ auf. Für die Heavy-Metal-Band „World Beneath World“ aus Dallas, Texas nahm er die 2011 erschienene EP „Nein“ auf. Für die deutsche Band Plexiphones masterte Jackson die EP „The London Tapes“, welche 2012 über Big Sky Song Records veröffentlicht worden ist.
Jackson spielte 2013 als Gitarrist bei der Band The Eden House mit.
Außerdem veröffentlichte Jackson auch Soloalben: "Signal to Noise" (2014); "73 Days At Sea" (2016) und "Handy Works" (2020).